# Nuorat
Nuorat  (översatt från nordsamiska  Unga) är en i Sverige utgiven samisk ungdomstidskrift.
Nuorat är en politiskt och religiöst obunden tidskrift,  som utges av föreningen Nuorat i Jokkmokk. Den fanns till omkring 2006 under namnet  Sáminuorat som medlemstidning för den samiska ungdomsorganisationen Sáminuorra. Tidningens innehåll är skrivet på svenska, lulesamiska, nordsamiska och sydsamiska.
Lars Miguel Utsi är ordförande i föreningen Nuorat, som får ekonomiskt stöd av Sametinget och Statens kulturråd. 
Chefredaktör är sedan mars 2012 Máret Steinfjell.